# Padang (Manggar)
Padang is een bestuurslaag in het regentschap Belitung Timur van de provincie Bangka-Belitung, Indonesië. Padang telt 5276 inwoners (volkstelling 2010).